# Siphonochelus solus
Siphonochelus solus är en snäckart som beskrevs av Vella 1961. Siphonochelus solus ingår i släktet Siphonochelus och familjen Typhidae. Inga underarter finns listade i Catalogue of Life.